# Richard Beesly

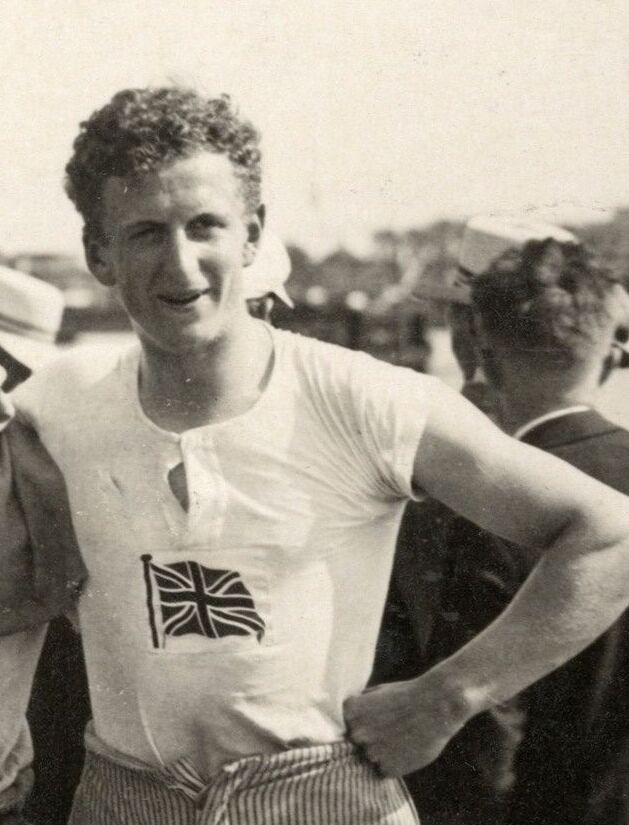
Richard Beesly (1928)

Richard Beesly (* 27. Juli 1907 in Barnt Green, Worcestershire; † 28. März 1965 in Ludlow) war ein britischer Ruderer.
Bei den Olympischen Spielen 1928 nahmen im Vierer ohne Steuermann insgesamt sechs Boote teil. Der britische Vierer mit John Lander, Michael Warriner, Richard Beesly und Edward Bevan gewann im Vorlauf gegen die Franzosen. Im Viertelfinale siegten die Briten durch Zielrichterentscheid über den deutschen Vierer. Nach einem Freilos im Halbfinale besiegten die Briten im Finale das US-Boot mit einer Sekunde Vorsprung.
Richard Beesly studierte am Trinity College der University of Cambridge. 1927, 1928 und 1929 gewann er mit dem Boot von Cambridge im Boat Race. 1932 begann er seine berufliche Laufbahn bei Guest, Keen and Nettlefolds. Nach dem Zweiten Weltkrieg war er Teilhaber an einer Firma für land- und forstwirtschaftliche Maschinen und Werkzeuge. Nebenher betrieb er auch eine eigene Landwirtschaft; er starb nach einer Attacke durch einen Stier seines eigenen Hofs.